# Primeira Liga 2019-20
La temporada 2019-20 de la Primeira Liga fue la 86.ª temporada de la Primeira Liga, la liga de fútbol de primer nivel en Portugal. Comenzó en 2019, y fue programada para concluir en 2020. El torneo es organizado por la Liga Portuguesa de Fútbol Profesional (LPFP), una división de la Federación Portuguesa de Fútbol (FPF).

## Formato
Los 18 clubes participantes jugaran entre sí 2 veces (17 partidos de local, 17 de visitante) totalizando 34 partidos cada uno, al término de la fecha 34, el club que termine en primer lugar se coronara campeón y clasificara a la fase de grupos de la Liga de Campeones de la UEFA 2020-21; por otro lado el segundo será subcampeón y clasificara la Tercera ronda de la Liga de Campeones de la UEFA 2020-21, el tercer clasificado se clasificara a la Tercera ronda de la Liga Europa de la UEFA 2020-21 y el cuarto se clasificara a la Segunda ronda de la Liga Europa de la UEFA 2020-21. Los 2 últimos equipos clasificados descenderán directamente a la LigaPRO 2020-21 y serán reemplazados por el campeón y el subcampeón de la LigaPro 2019-20.
Un tercer cupo para la fase de grupos de la Liga Europa de la UEFA 2020-21 será asignado al campeón de la Taça de Portugal 2019-20, en caso de que el ganador ya este clasificado a la Liga de Campeones, el cupo recaerá sobre el tercer clasificado.

## Equipos de la temporada

### Datos
| Equipos              | Ciudad                 | Estadio                              | Capacidad | Entrenador        | Marca       | Patrocinador       |
| -------------------- | ---------------------- | ------------------------------------ | --------- | ----------------- | ----------- | ------------------ |
| Belenenses           | Lisboa                 | Estádio Nacional                     | 37.500    | Petit             | Lacatoni    | Kia Motors         |
| Benfica              | Lisboa                 | Estádio da Luz                       | 66.500    | Nélson Veríssimo  | Adidas      | Emirates           |
| Braga                | Braga                  | Estádio Municipal de Braga           | 30.000    | Artur Jorge       | Lacatoni    | Forum Braga        |
| Boavista             | Oporto                 | Estadio do Bessa                     | 28.263    | Daniel Ramos      | Lacatoni    | Mestre da Cor      |
| Desportivo das Aves  | Vila das Aves          | Estadio do Clube Desportivo das Aves | 5.441     | Nuno Manta Santos | Lacatoni    | MEO                |
| Famalicão            | Vila Nova de Famalicão | Estadio Municipal 22 de Junio        | 5.186     | João Pedro Sousa  | Lacatoni    | Porminho           |
| Gil Vicente          | Barcelos               | Estádio Cidade de Barcelos           | 12.504    | Vítor Oliveira    | Macron      | Crédito Agrícola   |
| Marítimo             | Funchal                | Estadio dos Barreiros                | 10.600    | José Gomes        | Nike        | Santander Totta    |
| Moreirense           | Moreira de Cónegos     | Estádio Joaquim de Almeida           | 6.150     | Ricardo Soares    | CDT         |                    |
| Paços de Ferreira    | Paços de Ferreira      | Estadio da Mata Real                 | 9.076     | Pepa              | Lacatoni    | Aldro              |
| Portimonense         | Portimão               | Estadio Municipal de Portimão        | 5.870     | Paulo Sérgio      | Mizuno      | McDonald's         |
| Porto                | Oporto                 | Estádio do Dragão                    | 52.000    | Sergio Conceição  | New Balance | Altice             |
| Rio Ave              | Vila do Conde          | Estádio dos Arcos                    | 9.065     | Daniel Ramos      | Nike        | MEO                |
| Santa Clara          | Ponta Delgada          | Estadio de São Miguel                | 10.000    | João Henriques    | Nike        | Santander Totta    |
| Sporting de Portugal | Lisboa                 | Estádio José Alvalade                | 52.000    | Rúben Amorim      | Macron      | NOS                |
| Tondela              | Tondela                | Estádio João Cardoso                 | 5.000     | Natxo González    | CDT         |                    |
| Vitória de Guimarães | Guimarães              | Estadio Dom Afonso Henriques         | 30.000    | Ivo Vieira        | Macron      | Castro Electrónica |
| Vitória de Setúbal   | Setúbal                | Estadio do Bonfim                    | 15.497    | Lito Vidigal      | Hummel      | Kia Motors         |

### Ascensos y descensos
| Pos. | Descendidos de 1.ª División |
| ---- | --------------------------- |
| 16.º | Chaves                      |
| 17.º | Nacional                    |
| 18.º | Feirense                    |

| Pos. | Ascendidos de 2.ª División |
| ---- | -------------------------- |
| 1.º  | Paços de Ferreira          |
| 2.°  | Famalicão                  |
| Pos. | Ascendidos de 3.ª División |
| 1.°  | Gil Vicente                |

### Equipos por distrito
| N.° | Distrito      | Equipos                                                                |
| --- | ------------- | ---------------------------------------------------------------------- |
| 5   | Braga         | Famalicão, Gil Vicente, Moreirense, Sporting Braga y Vitória Guimarães |
| 5   | Oporto        | Boavista, Deportivo das Aves, Paços de Ferreira, Porto y Rio Ave       |
| 3   | Lisboa        | Belenenses, Benfica y Sporting de Portugal                             |
| 1   | Funchal       | Marítimo                                                               |
| 1   | Ponta Delgada | Santa Clara                                                            |
| 1   | Faro          | Portimonense                                                           |
| 1   | Setúbal       | Vitória Setúbal                                                        |
| 1   | Viseu         | Tondela                                                                |

## Cambios de Entrenadores
| Equipo               | Entrenador (jornadas)                                                                                     |
| -------------------- | --- |
| Paços de Ferreira    | Filipe Rocha (1-4) Pepa (5-)                                                                              |
| Sporting de Portugal | Marcel Keizer (1-4) Leonel Pontes (5-6) Silas (7-23) Rúben Amorim (24-)                                   |
| Belenenses           | Silas (1-4) Pedro Ribeiro (5-16) Petit (17-)                                                              |
| Deportivo das Aves   | Augusto Inácio (1-7) Leandro Pires (8-11) Nuno Manta Santos (12-)                                         |
| Vitoria Setúbal      | Sandro Mendes (1-8) Albert Meyong (9-11) Julio Velázquez (12-29) Albert Meyong (30-30) Lito Vidigal (31-) |
| Marítimo             | Nuno Manta Santos (1-12) José Gomes (13-)                                                                 |
| Moreirense           | Vítor Campelos (1-14) Ricardo Soares (15-)                                                                |
| Boavista             | Lito Vidigal (1-14) Daniel Ramos (15-)                                                                    |
| Sporting de Braga    | Ricardo Sá Pinto (1-14) Rúben Amorim (15-23) Custódio (24-29) Artur Jorge (30-)                           |
| Portimonense         | António Folha (1-17) Bruno Lopes (18-20) Paulo Sérgio (21-)                                               |
| Benfica              | Bruno Lage (1-29) Nélson Veríssimo (30-)                                                                  |

## Clasificación
| Pos. | Equipo               | Pts. | PJ | G  | E  | P  | GF | GC | Dif. | Clasificación 2020-21                  |
| ---- | -------------------- | ---- | -- | -- | -- | -- | -- | -- | ---- | -------------------------------------- |
| 1    | Porto (C)            | 82   | 34 | 26 | 4  | 4  | 74 | 22 | +52  | Fase de grupos de la Liga de Campeones |
| 2    | Benfica              | 77   | 34 | 24 | 5  | 5  | 71 | 27 | +44  | Tercera ronda de la Liga de Campeones  |
| 3    | Sporting Braga       | 60   | 34 | 18 | 6  | 10 | 61 | 40 | +21  | Fase de grupos de la Liga Europa       |
| 4    | Sporting de Portugal | 60   | 34 | 18 | 6  | 10 | 49 | 34 | +15  | Tercera ronda de la Liga Europa        |
| 5    | Rio Ave              | 55   | 34 | 15 | 10 | 9  | 48 | 35 | +13  | Segunda ronda de la Liga Europa        |
| 6    | Famalicão            | 54   | 34 | 14 | 12 | 8  | 53 | 51 | +2   |                                        |
| 7    | Vitória Guimarães    | 50   | 34 | 13 | 11 | 10 | 53 | 37 | +16  |                                        |
| 8    | Moreirense           | 43   | 34 | 10 | 13 | 11 | 42 | 44 | −2   |                                        |
| 9    | Santa Clara          | 43   | 34 | 11 | 10 | 13 | 36 | 41 | −5   |                                        |
| 10   | Gil Vicente          | 43   | 34 | 11 | 10 | 13 | 39 | 43 | −4   |                                        |
| 11   | Marítimo             | 39   | 34 | 9  | 12 | 13 | 34 | 42 | −8   |                                        |
| 12   | Boavista             | 39   | 34 | 10 | 9  | 15 | 28 | 39 | −11  |                                        |
| 13   | Paços de Ferreira    | 39   | 34 | 11 | 6  | 17 | 36 | 52 | −16  |                                        |
| 14   | Tondela              | 36   | 34 | 9  | 9  | 16 | 30 | 44 | −14  |                                        |
| 15   | Belenenses           | 35   | 34 | 9  | 8  | 17 | 27 | 54 | −27  |                                        |
| 16   | Vitória Setúbal      | 34   | 34 | 7  | 13 | 14 | 27 | 43 | −16  | Descenso a Campeonato de Portugal      |
| 17   | Portimonense         | 33   | 34 | 7  | 12 | 15 | 30 | 45 | −15  |                                        |
| 18   | Deportivo das Aves   | 17   | 34 | 5  | 2  | 27 | 24 | 68 | −44  | Descenso a Campeonato de Portugal      |

Actualizado a los partidos jugados el 26 de julio de 2020.
 Fuente: Primeira Liga
Notas:
1. ↑  Dado que el ganador de la Copa de Portugal 2019-20, el Porto, ya se encuentra clasificado a la Liga de Campeones, el cupo para la Fase de Grupos que otorga la copa, paso al tercer clasificado, el cupo para la Tercera ronda paso al cuarto y el cupo para la Segunda ronda paso al quinto clasificado.
2. 1 2 3  Puntos cara a cara: Moreirense 9 puntos, Santa Clara 7 puntos, Gil Vicente 1 punto.
3. 1 2 3  Puntos cara a cara: Marítimo 12 puntos, Boavista 4 puntos, Paços de Ferreira 1 punto.
4. 1 2  Vitória Setúbal y Deportivo das Aves fueron incapaces de cumplir los requisitos de inscripción, por lo tanto descienden directamente a la Tercera División. Por otro lado Portimonense que había descendido, se salva y continua para la temporada 2020-21 de la Primeira Liga.[45][46]

## Evolución de la clasificación
| Jornada / Equipo     | 1  | 2  | 3  | 4  | 5  | 6  | 7  | 8  | 9  | 10 | 11 | 12 | 13 | 14 | 15 | 16 | 17 | 18 | 19 | 20 | 21 | 22 | 23 | 24 | 25 | 26 | 27 | 28 | 29 | 30 | 31 | 32 | 33 | 34 |
| Jornada / Equipo     |    |    |    |    |    |    |    |    |    |    |    |    |    |    |    |    |    |    |    |    |    |    |    |    |    |    |    |    |    |    |    |    |    |    |
| -------------------- | -- | -- | -- | -- | -- | -- | -- | -- | -- | -- | -- | -- | -- | -- | -- | -- | -- | -- | -- | -- | -- | -- | -- | -- | -- | -- | -- | -- | -- | -- | -- | -- | -- | -- |
| Porto                | 15 | 6  | 3  | 3  | 3  | 3  | 3  | 1  | 2  | 2  | 2  | 2  | 2  | 2  | 2  | 2  | 2  | 2  | 2  | 2  | 2  | 2  | 1  | 1  | 1  | 1  | 1  | 1  | 1  | 1  | 1  | 1  | 1  | 1  |
| Benfica              | 1  | 1  | 4  | 2  | 2  | 2  | 2  | 2  | 1  | 1  | 1  | 1  | 1  | 1  | 1  | 1  | 1  | 1  | 1  | 1  | 1  | 1  | 2  | 2  | 2  | 2  | 2  | 2  | 2  | 2  | 2  | 2  | 2  | 2  |
| Braga                | 2  | 6  | 6  | 13 | 16 | 16 | 11 | 8  | 10 | 10 | 9  | 6  | 7  | 8  | 6  | 5  | 5  | 5  | 3  | 4  | 3  | 3  | 3  | 3  | 3  | 3  | 4  | 4  | 4  | 4  | 4  | 4  | 4  | 3  |
| Sporting             | 7  | 4  | 1  | 5  | 6  | 7  | 5  | 4  | 4  | 4  | 4  | 4  | 4  | 3  | 4  | 4  | 4  | 4  | 4  | 3  | 4  | 4  | 4  | 4  | 4  | 4  | 3  | 3  | 3  | 3  | 3  | 3  | 3  | 4  |
| Rio Ave              | 12 | 17 | 12 | 7  | 8  | 4  | 8  | 7  | 7  | 9  | 7  | 9  | 6  | 6  | 7  | 7  | 7  | 7  | 6  | 5  | 5  | 5  | 5  | 5  | 6  | 6  | 6  | 6  | 5  | 6  | 5  | 6  | 6  | 5  |
| Famalicão            | 3  | 2  | 2  | 1  | 1  | 1  | 1  | 3  | 3  | 3  | 3  | 3  | 3  | 4  | 3  | 3  | 3  | 3  | 5  | 6  | 6  | 6  | 6  | 7  | 5  | 5  | 5  | 5  | 6  | 5  | 6  | 5  | 5  | 6  |
| Vitória de Guimarães | 13 | 12 | 14 | 16 | 10 | 6  | 4  | 5  | 5  | 5  | 5  | 7  | 5  | 5  | 5  | 6  | 6  | 6  | 7  | 7  | 8  | 7  | 7  | 6  | 7  | 7  | 7  | 7  | 7  | 7  | 7  | 7  | 7  | 7  |
| Moreirense           | 16 | 9  | 7  | 6  | 9  | 10 | 12 | 12 | 12 | 13 | 13 | 11 | 13 | 11 | 13 | 13 | 13 | 13 | 13 | 13 | 14 | 10 | 12 | 8  | 8  | 9  | 10 | 9  | 8  | 8  | 8  | 8  | 8  | 8  |
| Santa Clara          | 17 | 10 | 10 | 9  | 7  | 9  | 7  | 9  | 9  | 8  | 11 | 13 | 14 | 15 | 14 | 14 | 14 | 14 | 11 | 9  | 7  | 8  | 8  | 10 | 9  | 8  | 9  | 8  | 10 | 10 | 11 | 10 | 9  | 9  |
| Gil Vicente          | 5  | 11 | 11 | 10 | 13 | 12 | 14 | 15 | 15 | 14 | 10 | 8  | 10 | 12 | 11 | 8  | 8  | 12 | 12 | 12 | 11 | 11 | 9  | 9  | 10 | 11 | 11 | 11 | 11 | 11 | 9  | 9  | 10 | 10 |
| Marítimo             | 6  | 14 | 17 | 11 | 15 | 15 | 10 | 11 | 11 | 15 | 14 | 16 | 15 | 13 | 12 | 11 | 11 | 11 | 14 | 14 | 12 | 15 | 15 | 15 | 15 | 15 | 15 | 16 | 13 | 12 | 12 | 11 | 12 | 11 |
| Boavista             | 4  | 3  | 5  | 4  | 4  | 5  | 6  | 6  | 6  | 6  | 6  | 5  | 9  | 9  | 8  | 9  | 12 | 12 | 8  | 8  | 9  | 9  | 10 | 11 | 11 | 10 | 8  | 10 | 9  | 9  | 10 | 12 | 11 | 12 |
| Paços de Ferreira    | 18 | 18 | 18 | 18 | 18 | 17 | 17 | 17 | 17 | 17 | 17 | 17 | 17 | 17 | 16 | 15 | 15 | 15 | 16 | 16 | 16 | 16 | 16 | 16 | 16 | 16 | 16 | 12 | 14 | 13 | 13 | 13 | 13 | 13 |
| Tondela              | 10 | 13 | 8  | 8  | 5  | 8  | 9  | 10 | 8  | 7  | 8  | 10 | 8  | 10 | 9  | 10 | 10 | 10 | 10 | 11 | 13 | 14 | 14 | 14 | 14 | 14 | 14 | 15 | 16 | 16 | 16 | 17 | 15 | 14 |
| Belenenses           | 8  | 15 | 15 | 17 | 12 | 14 | 16 | 13 | 13 | 12 | 15 | 12 | 12 | 14 | 15 | 16 | 16 | 16 | 15 | 15 | 15 | 13 | 13 | 13 | 13 | 13 | 13 | 14 | 12 | 14 | 14 | 14 | 14 | 15 |
| Vitória de Setúbal   | 11 | 16 | 16 | 15 | 11 | 11 | 13 | 14 | 13 | 11 | 12 | 14 | 11 | 7  | 10 | 12 | 9  | 9  | 9  | 10 | 11 | 12 | 11 | 12 | 12 | 12 | 12 | 13 | 15 | 15 | 15 | 15 | 16 | 16 |
| Portimonense         | 9  | 5  | 9  | 12 | 14 | 13 | 15 | 16 | 16 | 16 | 16 | 15 | 16 | 16 | 17 | 17 | 17 | 17 | 17 | 17 | 17 | 17 | 17 | 17 | 17 | 17 | 17 | 17 | 17 | 17 | 17 | 16 | 17 | 17 |
| Aves                 | 14 | 8  | 13 | 14 | 17 | 18 | 18 | 18 | 18 | 18 | 18 | 18 | 18 | 18 | 18 | 18 | 18 | 18 | 18 | 18 | 18 | 18 | 18 | 18 | 18 | 18 | 18 | 18 | 18 | 18 | 18 | 18 | 18 | 18 |

## Tabla de resultados cruzados
| Local \ Visitante    | BEL | BEN | BOA | BRA | DAV | FAM | GVI | MAR | MOR | PAÇ | PRT | POR | RAV | STC | SCP | TON | VGU | VSE |
| -------------------- | --- | --- | --- | --- | --- | --- | --- | --- | --- | --- | --- | --- | --- | --- | --- | --- | --- | --- |
| Belenenses           | —   | 0–2 | 0–1 | 1–7 | 3–2 | 0–0 | 1–0 | 1–0 | 0–1 | 1–0 | 2–1 | 1–1 | 0–2 | 0–2 | 1–3 | 1–1 | 1–1 | 0–1 |
| Benfica              | 3–2 | —   | 3–1 | 0–1 | 2–1 | 4–0 | 2–0 | 4–0 | 1–1 | 5–0 | 4–0 | 0–2 | 2–0 | 3–4 | 2–1 | 0–0 | 3–2 | 1–0 |
| Boavista             | 1–2 | 1–4 | —   | 2–0 | 2–1 | 0–1 | 0–1 | 0–1 | 0–1 | 1–1 | 1–1 | 0–1 | 0–2 | 1–0 | 1–1 | 0–0 | 2–0 | 3–1 |
| Braga                | 1–1 | 0–4 | 0–1 | —   | 4–0 | 2–2 | 2–2 | 2–2 | 3–1 | 0–1 | 3–1 | 2–1 | 2–0 | 2–0 | 1–0 | 2–1 | 3–2 | 3–1 |
| Deportivo das Aves   | 0–2 | 0–4 | 0–1 | 1–0 | —   | 2–3 | 1–2 | 3–1 | 0–1 | 1–3 | 3–0 | 0–0 | 0–4 | 0–1 | 0–1 | 0–1 | 0–2 | 1–0 |
| Famalicão            | 3–1 | 1–1 | 2–2 | 0–0 | 1–1 | —   | 2–1 | 1–1 | 3–3 | 4–2 | 0–1 | 2–1 | 1–0 | 0–1 | 3–1 | 2–3 | 0–7 | 3–0 |
| Gil Vicente          | 2–0 | 0–1 | 0–0 | 1–1 | 3–0 | 1–3 | —   | 2–0 | 1–5 | 3–3 | 1–1 | 2–1 | 1–0 | 1–1 | 3–1 | 3–2 | 2–2 | 0–0 |
| Marítimo             | 1–3 | 2–0 | 1–0 | 1–2 | 1–2 | 3–3 | 2–1 | —   | 2–1 | 3–0 | 1–1 | 1–1 | 0–0 | 2–2 | 1–1 | 2–3 | 0–0 | 1–1 |
| Moreirense           | 2–1 | 1–2 | 1–1 | 1–2 | 3–2 | 1–1 | 3–0 | 2–0 | —   | 1–1 | 1–0 | 2–4 | 0–1 | 2–1 | 0–0 | 1–2 | 1–1 | 1–1 |
| Paços de Ferreira    | 2–1 | 0–2 | 0–1 | 1–5 | 2–1 | 2–1 | 0–0 | 0–1 | 1–0 | —   | 2–1 | 0–1 | 0–0 | 0–1 | 1–2 | 1–0 | 1–2 | 2–3 |
| Portimonense         | 0–0 | 2–2 | 2–1 | 0–1 | 2–0 | 2–1 | 1–0 | 3–2 | 1–1 | 0–0 | —   | 2–3 | 1–1 | 1–1 | 1–3 | 0–1 | 0–1 | 0–0 |
| Porto                | 5–0 | 3–2 | 4–0 | 1–2 | 1–0 | 3–0 | 2–1 | 1–0 | 6–1 | 2–0 | 1–0 | —   | 1–1 | 2–0 | 2–0 | 3–0 | 3–0 | 4–0 |
| Rio Ave              | 0–0 | 1–2 | 2–0 | 4–3 | 5–1 | 2–2 | 1–0 | 0–1 | 1–1 | 2–3 | 2–1 | 0–1 | —   | 2–2 | 1–1 | 2–4 | 1–1 | 1–0 |
| Santa Clara          | 0–0 | 1–2 | 1–2 | 3–2 | 3–0 | 0–2 | 1–0 | 0–1 | 2–0 | 2–1 | 1–1 | 0–2 | 0–1 | —   | 0–4 | 1–0 | 2–2 | 1–1 |
| Sporting             | 2–0 | 0–2 | 2–0 | 2–1 | 2–0 | 1–2 | 2–1 | 1–0 | 1–0 | 1–0 | 2–1 | 1–2 | 2–3 | 1–0 | —   | 2–0 | 3–1 | 0–0 |
| Tondela              | 0–1 | 0–1 | 1–1 | 1–0 | 2–0 | 0–1 | 1–1 | 0–0 | 1–1 | 1–3 | 1–2 | 1–3 | 1–2 | 0–0 | 1–0 | —   | 1–3 | 0–3 |
| Vitória de Guimarães | 5–0 | 0–1 | 1–1 | 0–2 | 5–1 | 1–1 | 1–2 | 1–0 | 1–1 | 1–0 | 2–0 | 1–2 | 1–2 | 1–0 | 2–2 | 2–0 | —   | 2–0 |
| Vitória de Setúbal   | 2–0 | 1–1 | 1–0 | 1–0 | 1–0 | 1–2 | 1–2 | 0–0 | 0–0 | 2–3 | 0–0 | 0–4 | 1–2 | 2–2 | 1–3 | 0–0 | 1–1 | —   |

## Resultados
- Los horarios corresponden al huso horario de Portugal (Hora central europea): UTC 0 en horario estándar y UTC +1 en horario de verano

### Primera vuelta
| Portimonense       | 0 - 0 | Belenenses           | Estadio Municipal de Portimão | 9 de agosto     | 20:30 |
| Santa Clara        | 0 - 2 | Famalicão            | Estadio de São Miguel         | 10 de agosto    | 16:30 |
| Gil Vicente        | 2 - 1 | Porto                | Estádio Cidade de Barcelos    | 10 de agosto    | 19:00 |
| Benfica            | 5 - 0 | Paços de Ferreira    | Estádio da Luz                | 10 de agosto    | 21:30 |
| Boavista           | 2 - 1 | Aves                 | Estadio do Bessa Século XXI   | 11 de agosto    | 16:00 |
| Marítimo           | 1 - 1 | Sporting             | Estádio do Marítimo           | 11 de agosto    | 18:30 |
| Braga              | 3 - 1 | Moreirense           | Estadio Municipal de Braga    | 11 de agosto    | 21:00 |
| Vitória de Setúbal | 0 - 0 | Tondela              | Estadio do Bonfim             | 12 de agosto    | 20:15 |
| Rio Ave            | 1 - 1 | Vitória de Guimarães | Estádio dos Arcos             | 8 de septiembre | 15:00 |

| Famalicão            | 1 - 0 | Rio Ave            | Municipal 22 de Junio        | 16 de agosto | 20:30 |
| Moreirense           | 3 - 0 | Gil Vicente        | Joaquim de Almeida Freitas   | 17 de agosto | 16:30 |
| Belenenses           | 0 - 2 | Benfica            | Estadio Nacional de Portugal | 17 de agosto | 19:00 |
| Porto                | 4 - 0 | Vitória de Setúbal | Estadio do Dragão            | 17 de agosto | 19:30 |
| Paços de Ferreira    | 0 - 1 | Santa Clara        | Estadio da Mata Real         | 18 de agosto | 16:00 |
| Aves                 | 3 - 1 | Marítimo           | Estádio do CD Aves           | 18 de agosto | 16:00 |
| Vitória de Guimarães | 1 - 1 | Boavista           | Dom Afonso Henriques         | 18 de agosto | 18:30 |
| Sporting             | 2 - 1 | Braga              | Estadio José Alvalade        | 18 de agosto | 21:00 |
| Tondela              | 1 - 2 | Portimonense       | Estádio João Cardoso         | 19 de agosto | 20:15 |

| Vitória de Setúbal   | 0 - 0 | Moreirense        | Estadio do Bonfim             | 23 de agosto | 19:00 |
| Rio Ave              | 5 - 1 | Aves              | Estádio dos Arcos             | 23 de agosto | 21:15 |
| Benfica              | 0 - 2 | Porto             | Estádio da Luz                | 24 de agosto | 19:00 |
| Boavista             | 1 - 1 | Paços de Ferreira | Estadio de Bessa Século XXI   | 24 de agosto | 21:30 |
| Marítimo             | 2 - 3 | Tondela           | Estádio do Marítimo           | 25 de agosto | 16:00 |
| Santa Clara          | 0 - 0 | Belenenses        | Estadio de São Miguel         | 25 de agosto | 16:00 |
| Portimonense         | 1 - 3 | Sporting          | Estadio Municipal de Portimão | 25 de agosto | 18:30 |
| Gil Vicente          | 1 - 1 | Braga             | Estádio Cidade de Barcelos    | 25 de agosto | 20:30 |
| Vitória de Guimarães | 1 - 1 | Famalicão         | Dom Afonso Henriques          | 25 de agosto | 21:30 |

| Moreirense        | 1 - 0 | Portimonense         | Joaquim de Almeida Freitas   | 30 de agosto    | 19:00 |
| Belenenses        | 0 - 1 | Boavista             | Estadio Nacional de Portugal | 30 de agosto    | 21:15 |
| Paços de Ferreira | 0 - 1 | Marítimo             | Estadio da Mata Real         | 31 de agosto    | 16:30 |
| Aves              | 2 - 3 | Famalicão            | Estádio do CD Aves           | 31 de agosto    | 16:30 |
| Sporting          | 2 - 3 | Rio Ave              | Estadio José Alvalade        | 31 de agosto    | 19:00 |
| Gil Vicente       | 0 - 0 | Vitória de Setúbal   | Estádio Cidade de Barcelos   | 31 de agosto    | 21:30 |
| Tondela           | 0 - 0 | Santa Clara          | Estádio João Cardoso         | 1 de septiembre | 16:00 |
| Porto             | 3 - 0 | Vitória de Guimarães | Estadio do Dragão            | 1 de septiembre | 18:30 |
| Braga             | 0 - 4 | Benfica              | Estadio Municipal de Braga   | 1 de septiembre | 21:00 |

| Vitória de Setúbal   | 1 - 0 | Braga             | Estadio do Bonfim             | 13 de septiembre | 20:30 |
| Famalicão            | 4 - 2 | Paços de Ferreira | Municipal 22 de Junio         | 14 de septiembre | 16:30 |
| Benfica              | 2 - 0 | Gil Vicente       | Estádio da Luz                | 14 de septiembre | 21:00 |
| Vitória de Guimarães | 5 - 1 | Aves              | Dom Afonso Henriques          | 14 de septiembre | 21:30 |
| Santa Clara          | 2 - 0 | Moreirense        | Estadio de São Miguel         | 15 de septiembre | 15:00 |
| Rio Ave              | 2 - 4 | Tondela           | Estádio dos Arcos             | 15 de septiembre | 16:00 |
| Marítimo             | 1 - 3 | Belenenses        | Estádio do Marítimo           | 15 de septiembre | 16:00 |
| Portimonense         | 2 - 3 | Porto             | Estadio Municipal de Portimão | 15 de septiembre | 18:00 |
| Boavista             | 1 - 1 | Sporting          | Estadio de Bessa Século XXI   | 15 de septiembre | 20:00 |

| Paços de Ferreira  | 2 - 1 | Aves                 | Estadio da Mata Real         | 20 de septiembre | 20:30 |
| Belenenses         | 0 - 2 | Rio Ave              | Estadio Nacional de Portugal | 21 de septiembre | 18:00 |
| Moreirense         | 1 - 2 | Benfica              | Joaquim de Almeida Freitas   | 21 de septiembre | 20:30 |
| Gil Vicente        | 0 - 0 | Boavista             | Estádio Cidade de Barcelos   | 22 de septiembre | 15:30 |
| Tondela            | 1 - 3 | Vitória de Guimarães | Estádio João Cardoso         | 22 de septiembre | 18:00 |
| Vitória de Setúbal | 0 - 0 | Portimonense         | Estadio do Bonfim            | 22 de septiembre | 18:00 |
| Porto              | 2 - 0 | Santa Clara          | Estadio do Dragão            | 22 de septiembre | 20:30 |
| Braga              | 2 - 2 | Marítimo             | Estadio Municipal de Braga   | 23 de septiembre | 19:00 |
| Sporting           | 1 - 2 | Famalicão            | Estadio José Alvalade        | 23 de septiembre | 21:00 |

| Boavista             | 0 - 0 | Tondela            | Estadio de Bessa Século XXI   | 27 de septiembre | 20:30 |
| Marítimo             | 2 - 1 | Moreirense         | Estádio do Marítimo           | 28 de septiembre | 16:30 |
| Benfica              | 1 - 0 | Vitória de Setúbal | Estádio da Luz                | 28 de septiembre | 19:00 |
| Famalicão            | 3 - 1 | Belenenses         | Municipal 22 de Junio         | 28 de septiembre | 21:30 |
| Santa Clara          | 1 - 0 | Gil Vicente        | Estadio de São Miguel         | 29 de septiembre | 16:00 |
| Vitória de Guimarães | 1 - 0 | Paços de Ferreira  | Dom Afonso Henriques          | 29 de septiembre | 16:00 |
| Portimonense         | 0 - 1 | Braga              | Estadio Municipal de Portimão | 29 de septiembre | 18:00 |
| Rio Ave              | 0 - 1 | Porto              | Estádio dos Arcos             | 29 de septiembre | 20:00 |
| Aves                 | 0 - 1 | Sporting           | Estádio do CD Aves            | 30 de septiembre | 20:15 |

| Paços de Ferreira  | 0 - 0 | Rio Ave              | Estadio da Mata Real         | 25 de octubre | 20:30 |
| Gil Vicente        | 1 - 1 | Portimonense         | Estádio Cidade de Barcelos   | 26 de octubre | 15:30 |
| Belenenses         | 3 - 2 | Aves                 | Estadio Nacional de Portugal | 26 de octubre | 15:30 |
| Vitória de Setúbal | 0 - 0 | Marítimo             | Estadio do Bonfim            | 26 de octubre | 18:00 |
| Moreirense         | 1 - 1 | Boavista             | Joaquim de Almeida Freitas   | 26 de octubre | 20:30 |
| Tondela            | 0 - 1 | Benfica              | Estádio João Cardoso         | 27 de octubre | 15:00 |
| Porto              | 3 - 0 | Famalicão            | Estadio do Dragão            | 27 de octubre | 17:30 |
| Sporting           | 3 - 1 | Vitória de Guimarães | Estadio José Alvalade        | 27 de octubre | 20:00 |
| Braga              | 2 - 0 | Santa Clara          | Estadio Municipal de Braga   | 28 de octubre | 20:15 |

| Aves                 | 0 - 1 | Tondela            | Estádio do CD Aves          | 5 de octubre  | 15:30 |
| Rio Ave              | 1 - 1 | Moreirense         | Estádio dos Arcos           | 30 de octubre | 17:00 |
| Marítimo             | 1 - 1 | Porto              | Estádio do Marítimo         | 30 de octubre | 18:45 |
| Vitória de Guimarães | 5 - 0 | Belenenses         | Dom Afonso Henriques        | 30 de octubre | 20:00 |
| Benfica              | 4 - 0 | Portimonense       | Estádio da Luz              | 30 de octubre | 20:15 |
| Famalicão            | 2 - 1 | Gil Vicente        | Municipal 22 de Junio       | 30 de octubre | 21:00 |
| Santa Clara          | 1 - 1 | Vitória de Setúbal | Estadio de São Miguel       | 31 de octubre | 19:15 |
| Paços de Ferreira    | 1 - 2 | Sporting           | Estadio da Mata Real        | 31 de octubre | 19:45 |
| Boavista             | 2 - 0 | Braga              | Estadio de Bessa Século XXI | 31 de octubre | 20:15 |

| Benfica            | 2 - 0 | Rio Ave              | Estádio da Luz                | 2 de noviembre | 17:00 |
| Moreirense         | 1 - 1 | Vitória de Guimarães | Joaquim de Almeida Freitas    | 2 de noviembre | 20:30 |
| Gil Vicente        | 2 - 0 | Marítimo             | Estádio Cidade de Barcelos    | 3 de noviembre | 15:00 |
| Tondela            | 1 - 0 | Sporting             | Estádio João Cardoso          | 3 de noviembre | 17:30 |
| Porto              | 1 - 0 | Aves                 | Estadio do Dragão             | 3 de noviembre | 20:00 |
| Braga              | 2 - 2 | Famalicão            | Estadio Municipal de Braga    | 3 de noviembre | 20:15 |
| Belenenses         | 1 - 0 | Paços de Ferreira    | Estadio Nacional de Portugal  | 4 de noviembre | 19:00 |
| Vitória de Setúbal | 1 - 0 | Boavista             | Estadio do Bonfim             | 4 de noviembre | 21:00 |
| Portimonense       | 1 - 1 | Santa Clara          | Estadio Municipal de Portimão | 4 de noviembre | 21:00 |

| Aves                 | 1 - 2 | Gil Vicente        | Estádio do CD Aves          | 8 de noviembre  | 20:30 |
| Rio Ave              | 1 - 0 | Vitória de Setúbal | Estádio dos Arcos           | 9 de noviembre  | 15:30 |
| Santa Clara          | 1 - 2 | Benfica            | Estadio de São Miguel       | 9 de noviembre  | 17:00 |
| Famalicão            | 3 - 3 | Moreirense         | Municipal 22 de Junio       | 9 de noviembre  | 20:30 |
| Paços de Ferreira    | 1 - 0 | Tondela            | Estadio da Mata Real        | 10 de noviembre | 15:00 |
| Marítimo             | 1 - 1 | Portimonense       | Estádio do Marítimo         | 10 de noviembre | 15:00 |
| Sporting             | 2 - 0 | Belenenses         | Estadio José Alvalade       | 10 de noviembre | 18:30 |
| Vitória de Guimarães | 0 - 2 | Braga              | Dom Afonso Henriques        | 10 de noviembre | 20:00 |
| Boavista             | 0 - 1 | Porto              | Estadio de Bessa Século XXI | 10 de noviembre | 21:00 |

| Santa Clara        | 1 - 2 | Boavista             | Estadio de São Miguel         | 29 de noviembre | 19:30 |
| Moreirense         | 3 - 2 | Aves                 | Joaquim de Almeida Freitas    | 30 de noviembre | 15:30 |
| Benfica            | 4 - 0 | Marítimo             | Estádio da Luz                | 30 de noviembre | 18:00 |
| Portimonense       | 2 - 1 | Famalicão            | Estadio Municipal de Portimão | 30 de noviembre | 20:30 |
| Tondela            | 0 - 1 | Belenenses           | Estádio João Cardoso          | 1 de diciembre  | 15:00 |
| Vitória de Setúbal | 1 - 1 | Vitória de Guimarães | Estadio do Bonfim             | 1 de diciembre  | 17:30 |
| Gil Vicente        | 3 - 1 | Sporting             | Estádio Cidade de Barcelos    | 1 de diciembre  | 20:30 |
| Braga              | 2 - 0 | Rio Ave              | Estadio Municipal de Braga    | 2 de diciembre  | 18:45 |
| Porto              | 2 - 0 | Paços de Ferreira    | Estadio do Dragão             | 2 de diciembre  | 20:45 |

| Boavista             | 0 - 1 | Benfica            | Estadio de Bessa Século XXI  | 6 de diciembre | 20:30 |
| Marítimo             | 2 - 2 | Santa Clara        | Estádio do Marítimo          | 7 de diciembre | 15:00 |
| Famalicão            | 2 - 3 | Tondela            | Municipal 22 de Junio        | 7 de diciembre | 18:00 |
| Aves                 | 1 - 0 | Braga              | Estádio do CD Aves           | 7 de diciembre | 20:30 |
| Paços de Ferreira    | 2 - 3 | Vitória de Setúbal | Estadio da Mata Real         | 8 de diciembre | 15:00 |
| Vitória de Guimarães | 2 - 0 | Portimonense       | Dom Afonso Henriques         | 8 de diciembre | 15:00 |
| Sporting             | 1 - 0 | Moreirense         | Estadio José Alvalade        | 8 de diciembre | 17:30 |
| Belenenses           | 1 - 1 | Porto              | Estadio Nacional de Portugal | 8 de diciembre | 20:00 |
| Rio Ave              | 1 - 0 | Gil Vicente        | Estádio dos Arcos            | 9 de diciembre | 20:15 |

| Portimonense       | 1 - 1 | Rio Ave              | Estadio Municipal de Portimão | 13 de diciembre | 20:30 |
| Marítimo           | 1 - 0 | Boavista             | Estádio do Marítimo           | 14 de diciembre | 15:30 |
| Benfica            | 4 - 0 | Famalicão            | Estádio da Luz                | 14 de diciembre | 18:00 |
| Vitória de Setúbal | 1 - 0 | Aves                 | Estadio do Bonfim             | 14 de diciembre | 20:30 |
| Moreirense         | 2 - 1 | Belenenses           | Joaquim de Almeida Freitas    | 15 de diciembre | 15:00 |
| Gil Vicente        | 2 - 2 | Vitória de Guimarães | Estádio Cidade de Barcelos    | 15 de diciembre | 17:30 |
| Braga              | 0 - 1 | Paços de Ferreira    | Estadio Municipal de Braga    | 15 de diciembre | 20:00 |
| Santa Clara        | 0 - 4 | Sporting             | Estadio de São Miguel         | 16 de diciembre | 18:00 |
| Porto              | 3 - 0 | Tondela              | Estadio do Dragão             | 16 de diciembre | 20:15 |

| Aves                 | 0 - 1 | Santa Clara        | Estádio do CD Aves           | 4 de enero | 15:30 |
| Boavista             | 1 - 1 | Portimonense       | Estadio de Bessa Século XXI  | 4 de enero | 15:30 |
| Belenenses           | 1 - 7 | Braga              | Estadio Nacional de Portugal | 4 de enero | 18:00 |
| Vitória de Guimarães | 0 - 1 | Benfica            | Dom Afonso Henriques         | 4 de enero | 20:30 |
| Paços de Ferreira    | 1 - 0 | Moreirense         | Estadio da Mata Real         | 5 de enero | 15:00 |
| Tondela              | 1 - 1 | Gil Vicente        | Estádio João Cardoso         | 5 de enero | 15:00 |
| Rio Ave              | 0 - 1 | Marítimo           | Estádio dos Arcos            | 5 de enero | 15:00 |
| Sporting             | 1 - 2 | Porto              | Estadio José Alvalade        | 5 de enero | 17:30 |
| Famalicão            | 3 - 0 | Vitória de Setúbal | Municipal 22 de Junio        | 5 de enero | 20:00 |

| Santa Clara        | 0 - 1 | Rio Ave              | Estadio de São Miguel         | 10 de enero | 18:00 |
| Benfica            | 2 - 1 | Aves                 | Estádio da Luz                | 10 de enero | 19:00 |
| Moreirense         | 2 - 4 | Porto                | Joaquim de Almeida Freitas    | 10 de enero | 21:15 |
| Portimonense       | 0 - 0 | Paços de Ferreira    | Estadio Municipal de Portimão | 11 de enero | 15:30 |
| Boavista           | 0 - 1 | Famalicão            | Estadio de Bessa Século XXI   | 11 de enero | 18:00 |
| Vitória de Setúbal | 1 - 3 | Sporting             | Estadio do Bonfim             | 11 de enero | 20:30 |
| Gil Vicente        | 2 - 0 | Belenenses           | Estádio Cidade de Barcelos    | 12 de enero | 15:00 |
| Marítimo           | 0 - 0 | Vitória de Guimarães | Estádio do Marítimo           | 12 de enero | 17:30 |
| Braga              | 2 - 1 | Tondela              | Estadio Municipal de Braga    | 12 de enero | 20:00 |

| Porto                | 1 - 2 | Braga              | Estadio do Dragão            | 17 de enero | 19:00 |
| Sporting             | 0 - 2 | Benfica            | Estadio José Alvalade        | 17 de enero | 21:15 |
| Aves                 | 3 - 0 | Portimonense       | Estádio do CD Aves           | 18 de enero | 15:30 |
| Vitória de Guimarães | 1 - 0 | Santa Clara        | Dom Afonso Henriques         | 18 de enero | 15:30 |
| Tondela              | 1 - 1 | Moreirense         | Estádio João Cardoso         | 18 de enero | 18:00 |
| Belenenses           | 0 - 1 | Vitória de Setúbal | Estadio Nacional de Portugal | 18 de enero | 20:30 |
| Paços de Ferreira    | 0 - 0 | Gil Vicente        | Estadio da Mata Real         | 19 de enero | 15:00 |
| Famalicão            | 1 - 1 | Marítimo           | Municipal 22 de Junio        | 19 de enero | 17:30 |
| Rio Ave              | 2 - 0 | Boavista           | Estádio dos Arcos            | 19 de enero | 20:00 |

### Segunda vuelta
| Tondela              | 0 - 3 | Vitória de Setúbal | Estádio João Cardoso         | 26 de enero | 15:00 |
| Famalicão            | 0 - 1 | Santa Clara        | Municipal 22 de Junio        | 26 de enero | 15:00 |
| Belenenses           | 2 - 1 | Portimonense       | Estadio Nacional de Portugal | 26 de enero | 15:00 |
| Paços de Ferreira    | 0 - 2 | Benfica            | Estadio da Mata Real         | 26 de enero | 17:00 |
| Aves                 | 0 - 1 | Boavista           | Estádio do CD Aves           | 26 de enero | 20:00 |
| Vitória de Guimarães | 1 - 2 | Rio Ave            | Dom Afonso Henriques         | 27 de enero | 18:45 |
| Sporting             | 1 - 0 | Marítimo           | Estadio José Alvalade        | 27 de enero | 21:00 |
| Porto                | 2 - 1 | Gil Vicente        | Estadio do Dragão            | 28 de enero | 20:15 |
| Moreirense           | 1 - 2 | Braga              | Joaquim de Almeida Freitas   | 29 de enero | 20:15 |

| Benfica            | 3 - 2 | Belenenses           | Estádio da Luz                | 31 de enero  | 19:00 |
| Rio Ave            | 2 - 2 | Famalicão            | Estádio dos Arcos             | 31 de enero  | 21:15 |
| Portimonense       | 0 - 1 | Tondela              | Estadio Municipal de Portimão | 1 de febrero | 15:30 |
| Vitória de Setúbal | 0 - 4 | Porto                | Estadio do Bonfim             | 1 de febrero | 18:00 |
| Marítimo           | 1 - 2 | Aves                 | Estádio do Marítimo           | 2 de febrero | 15:00 |
| Gil Vicente        | 1 - 5 | Moreirense           | Estádio Cidade de Barcelos    | 2 de febrero | 15:00 |
| Santa Clara        | 2 - 1 | Paços de Ferreira    | Estadio de São Miguel         | 2 de febrero | 16:30 |
| Braga              | 1 - 0 | Sporting             | Estadio Municipal de Braga    | 2 de febrero | 17:30 |
| Boavista           | 2 - 0 | Vitória de Guimarães | Estadio de Bessa Século XXI   | 2 de febrero | 20:00 |

| Paços de Ferreira | 0 - 1 | Boavista             | Estadio da Mata Real         | 7 de febrero | 20:30 |
| Famalicão         | 0 - 7 | Vitória de Guimarães | Municipal 22 de Junio        | 8 de febrero | 15:30 |
| Belenenses        | 0 - 2 | Santa Clara          | Estadio Nacional de Portugal | 8 de febrero | 15:30 |
| Braga             | 2 - 2 | Gil Vicente          | Estadio Municipal de Braga   | 8 de febrero | 18:00 |
| Porto             | 3 - 2 | Benfica              | Estadio do Dragão            | 8 de febrero | 20:30 |
| Tondela           | 0 - 0 | Marítimo             | Estádio João Cardoso         | 9 de febrero | 15:00 |
| Moreirense        | 1 - 1 | Vitória de Setúbal   | Joaquim de Almeida Freitas   | 9 de febrero | 15:00 |
| Sporting          | 2 - 1 | Portimonense         | Estadio José Alvalade        | 9 de febrero | 17:30 |
| Aves              | 0 - 4 | Rio Ave              | Estádio do CD Aves           | 9 de febrero | 20:00 |

| Vitória de Setúbal   | 1 - 2 | Gil Vicente       | Estadio do Bonfim             | 14 de febrero | 20:30 |
| Santa Clara          | 1 - 0 | Tondela           | Estadio de São Miguel         | 15 de febrero | 14:30 |
| Portimonense         | 1 - 1 | Moreirense        | Estadio Municipal de Portimão | 15 de febrero | 15:30 |
| Benfica              | 0 - 1 | Braga             | Estádio da Luz                | 15 de febrero | 18:00 |
| Rio Ave              | 1 - 1 | Sporting          | Estádio dos Arcos             | 15 de febrero | 20:30 |
| Marítimo             | 3 - 0 | Paços de Ferreira | Estádio do Marítimo           | 16 de febrero | 15:00 |
| Boavista             | 1 - 2 | Belenenses        | Estadio de Bessa Século XXI   | 16 de febrero | 15:00 |
| Vitória de Guimarães | 1 - 2 | Porto             | Dom Afonso Henriques          | 16 de febrero | 17:30 |
| Famalicão            | 1 - 1 | Aves              | Municipal 22 de Junio         | 16 de febrero | 20:00 |

| Aves              | 0 - 2 | Vitória de Guimarães | Estádio do CD Aves           | 21 de febrero | 20:30 |
| Tondela           | 1 - 2 | Rio Ave              | Estádio João Cardoso         | 22 de febrero | 18:00 |
| Belenenses        | 1 - 0 | Marítimo             | Estadio Nacional de Portugal | 22 de febrero | 20:30 |
| Paços de Ferreira | 2 - 1 | Famalicão            | Estadio da Mata Real         | 23 de febrero | 15:00 |
| Moreirense        | 2 - 1 | Santa Clara          | Joaquim de Almeida Freitas   | 23 de febrero | 15:00 |
| Sporting          | 2 - 0 | Boavista             | Estadio José Alvalade        | 23 de febrero | 17:30 |
| Braga             | 3 - 1 | Vitória de Setúbal   | Estadio Municipal de Braga   | 23 de febrero | 20:00 |
| Porto             | 1 - 0 | Portimonense         | Estadio do Dragão            | 23 de febrero | 20:30 |
| Gil Vicente       | 0 - 1 | Benfica              | Estádio Cidade de Barcelos   | 24 de febrero | 19:30 |

| Portimonense         | 0 - 0 | Vitória de Setúbal | Estadio Municipal de Portimão | 28 de febrero | 20:30 |
| Rio Ave              | 0 - 0 | Belenenses         | Estádio dos Arcos             | 29 de febrero | 20:30 |
| Boavista             | 0 - 1 | Gil Vicente        | Estadio de Bessa Século XXI   | 29 de febrero | 20:30 |
| Aves                 | 1 - 3 | Paços de Ferreira  | Estádio do CD Aves            | 1 de marzo    | 15:00 |
| Marítimo             | 1 - 2 | Braga              | Estádio do Marítimo           | 1 de marzo    | 17:30 |
| Vitória de Guimarães | 2 - 0 | Tondela            | Dom Afonso Henriques          | 1 de marzo    | 20:00 |
| Santa Clara          | 0 - 2 | Porto              | Estadio de São Miguel         | 2 de marzo    | 18:30 |
| Benfica              | 1 - 1 | Moreirense         | Estádio da Luz                | 2 de marzo    | 20:45 |
| Famalicão            | 3 - 1 | Sporting           | Municipal 22 de Junio         | 3 de marzo    | 20:00 |

| Braga              | 3 - 1 | Portimonense         | Estadio Municipal de Braga   | 6 de marzo | 20:30 |
| Tondela            | 1 - 1 | Boavista             | Estádio João Cardoso         | 7 de marzo | 15:30 |
| Vitória de Setúbal | 1 - 1 | Benfica              | Estadio do Bonfim            | 7 de marzo | 18:00 |
| Porto              | 1 - 1 | Rio Ave              | Estadio do Dragão            | 7 de marzo | 20:30 |
| Belenenses         | 0 - 0 | Famalicão            | Estadio Nacional de Portugal | 8 de marzo | 15:00 |
| Moreirense         | 2 - 0 | Marítimo             | Joaquim de Almeida Freitas   | 8 de marzo | 15:00 |
| Gil Vicente        | 1 - 1 | Santa Clara          | Estádio Cidade de Barcelos   | 8 de marzo | 17:00 |
| Sporting           | 2 - 0 | Aves                 | Estadio José Alvalade        | 8 de marzo | 17:30 |
| Paços de Ferreira  | 1 - 2 | Vitória de Guimarães | Estadio da Mata Real         | 8 de marzo | 20:00 |

| Portimonense         | 1 - 0 | Gil Vicente        | Estadio Municipal de Portimão | 3 de junio | 19:00 |
| Famalicão            | 2 - 1 | Porto              | Municipal 22 de Junio         | 3 de junio | 21:15 |
| Marítimo             | 1 - 1 | Vitória de Setúbal | Estádio do Marítimo           | 4 de junio | 18:00 |
| Benfica              | 0 - 0 | Tondela            | Estádio da Luz                | 4 de junio | 19:15 |
| Vitória de Guimarães | 2 - 2 | Sporting           | Dom Afonso Henriques          | 4 de junio | 21:15 |
| Santa Clara          | 3 - 2 | Braga              | Estadio de São Miguel         | 5 de junio | 18:30 |
| Aves                 | 0 - 2 | Belenenses         | Estádio do CD Aves            | 5 de junio | 21:15 |
| Boavista             | 0 - 1 | Moreirense         | Estadio de Bessa Século XXI   | 6 de junio | 21:15 |
| Rio Ave              | 2 - 3 | Paços de Ferreira  | Estádio dos Arcos             | 7 de junio | 21:00 |

| Gil Vicente        | 1 - 3 | Famalicão            | Estádio Cidade de Barcelos    | 9 de junio  | 19:00 |
| Vitória de Setúbal | 2 - 2 | Santa Clara          | Estadio do Bonfim             | 10 de junio | 17:00 |
| Portimonense       | 2 - 2 | Benfica              | Estadio Municipal de Portimão | 10 de junio | 19:15 |
| Porto              | 1 - 0 | Marítimo             | Estadio do Dragão             | 10 de junio | 21:30 |
| Belenenses         | 1 - 1 | Vitória de Guimarães | Estadio Nacional de Portugal  | 11 de junio | 19:00 |
| Tondela            | 2 - 0 | Aves                 | Estádio João Cardoso          | 11 de junio | 21:15 |
| Moreirense         | 0 - 1 | Rio Ave              | Joaquim de Almeida Freitas    | 12 de junio | 19:00 |
| Sporting           | 1 - 0 | Paços de Ferreira    | Estadio José Alvalade         | 12 de junio | 21:15 |
| Braga              | 0 - 1 | Boavista             | Estadio Municipal de Braga    | 13 de junio | 21:00 |

| Marítimo             | 2 - 1 | Gil Vicente        | Estádio do Marítimo         | 15 de junio | 19:00 |
| Santa Clara          | 1 - 1 | Portimonense       | Estadio de São Miguel       | 16 de junio | 19:00 |
| Aves                 | 0 - 0 | Porto              | Estádio do CD Aves          | 16 de junio | 21:15 |
| Paços de Ferreira    | 2 - 1 | Belenenses         | Estadio da Mata Real        | 17 de junio | 19:00 |
| Rio Ave              | 1 - 2 | Benfica            | Estádio dos Arcos           | 17 de junio | 21:15 |
| Boavista             | 3 - 1 | Vitória de Setúbal | Estadio de Bessa Século XXI | 18 de junio | 19:00 |
| Sporting             | 2 - 0 | Tondela            | Estadio José Alvalade       | 18 de junio | 21:15 |
| Vitória de Guimarães | 1 - 1 | Moreirense         | Dom Afonso Henriques        | 19 de junio | 19:00 |
| Famalicão            | 0 - 0 | Braga              | Municipal 22 de Junio       | 19 de junio | 21:15 |

| Gil Vicente        | 3 - 0 | Aves                 | Estádio Cidade de Barcelos    | 21 de junio | 19:00 |
| Portimonense       | 3 - 2 | Marítimo             | Estadio Municipal de Portimão | 22 de junio | 21:00 |
| Vitória de Setúbal | 1 - 2 | Rio Ave              | Estadio do Bonfim             | 23 de junio | 19:00 |
| Benfica            | 3 - 4 | Santa Clara          | Estádio da Luz                | 23 de junio | 19:15 |
| Porto              | 4 - 0 | Boavista             | Estadio do Dragão             | 23 de junio | 21:30 |
| Tondela            | 1 - 3 | Paços de Ferreira    | Estádio João Cardoso          | 24 de junio | 19:00 |
| Moreirense         | 1 - 1 | Famalicão            | Joaquim de Almeida Freitas    | 24 de junio | 21:15 |
| Braga              | 3 - 2 | Vitória de Guimarães | Estadio Municipal de Braga    | 25 de junio | 21:00 |
| Belenenses         | 1 - 3 | Sporting             | Estadio Nacional de Portugal  | 26 de junio | 19:15 |

| Boavista             | 1 - 0 | Santa Clara        | Estadio de Bessa Século XXI  | 28 de junio | 21:00 |
| Aves                 | 0 - 1 | Moreirense         | Estádio do CD Aves           | 29 de junio | 17:00 |
| Marítimo             | 2 - 0 | Benfica            | Estádio do Marítimo          | 29 de junio | 18:00 |
| Paços de Ferreira    | 0 - 1 | Porto              | Estadio da Mata Real         | 29 de junio | 21:15 |
| Famalicão            | 0 - 1 | Portimonense       | Municipal 22 de Junio        | 30 de junio | 17:00 |
| Vitória de Guimarães | 2 - 0 | Vitória de Setúbal | Dom Afonso Henriques         | 30 de junio | 19:15 |
| Rio Ave              | 4 - 3 | Braga              | Estádio dos Arcos            | 30 de junio | 21:30 |
| Belenenses           | 1 - 1 | Tondela            | Estadio Nacional de Portugal | 1 de julio  | 19:00 |
| Sporting             | 2 - 1 | Gil Vicente        | Estadio José Alvalade        | 1 de julio  | 21:15 |

| Santa Clara        | 0 - 1 | Marítimo             | Estadio de São Miguel         | 3 de julio | 19:15 |
| Vitória de Setúbal | 2 - 3 | Paços de Ferreira    | Estadio do Bonfim             | 4 de julio | 17:00 |
| Portimonense       | 0 - 1 | Vitória de Guimarães | Estadio Municipal de Portimão | 4 de julio | 17:15 |
| Benfica            | 3 - 1 | Boavista             | Estádio da Luz                | 4 de julio | 21:15 |
| Braga              | 4 - 0 | Aves                 | Estadio Municipal de Braga    | 4 de julio | 21:30 |
| Gil Vicente        | 1 - 0 | Aves                 | Estádio Cidade de Barcelos    | 5 de julio | 17:00 |
| Tondela            | 0 - 1 | Famalicão            | Estádio João Cardoso          | 5 de julio | 19:15 |
| Porto              | 5 - 0 | Belenenses           | Estadio do Dragão             | 5 de julio | 21:30 |
| Moreirense         | 0 - 0 | Sporting             | Joaquim de Almeida Freitas    | 6 de julio | 21:00 |

| Boavista             | 0 - 1 | Marítimo           | Estadio de Bessa Século XXI  | 8 de julio  | 19:00 |
| Aves                 | 1 - 0 | Vitória de Setúbal | Estádio do CD Aves           | 8 de julio  | 21:15 |
| Rio Ave              | 2 - 1 | Portimonense       | Estádio dos Arcos            | 9 de julio  | 17:00 |
| Tondela              | 1 - 3 | Porto              | Estádio João Cardoso         | 9 de julio  | 19:15 |
| Famalicão            | 1 - 1 | Benfica            | Municipal 22 de Junio        | 9 de julio  | 20:30 |
| Vitória de Guimarães | 1 - 2 | Gil Vicente        | Dom Afonso Henriques         | 10 de julio | 17:00 |
| Sporting             | 1 - 0 | Santa Clara        | Estadio José Alvalade        | 10 de julio | 19:15 |
| Paços de Ferreira    | 1 - 5 | Braga              | Estadio da Mata Real         | 10 de julio | 21:30 |
| Belenenses           | 0 - 1 | Moreirense         | Estadio Nacional de Portugal | 11 de julio | 19:15 |

| Marítimo           | 0 - 0 | Rio Ave              | Estádio do Marítimo        | 13 de julio | 19:00 |
| Vitória de Setúbal | 1 - 2 | Famalicão            | Estadio do Bonfim          | 13 de julio | 21:15 |
| Santa Clara        | 3 - 0 | Aves                 | Estadio de São Miguel      | 14 de julio | 19:00 |
| Portimonense       | 2 - 1 | Boavista             | 19:15                      | 14 de julio |       |
| Gil Vicente        | 3 - 2 | Tondela              | Estádio Cidade de Barcelos | 14 de julio | 21:30 |
| Benfica            | 2 - 0 | Vitória de Guimarães | Estádio da Luz             | 14 de julio | 21:30 |
| Moreirense         | 1 - 1 | Paços de Ferreira    | Joaquim de Almeida Freitas | 15 de julio | 17:00 |
| Braga              | 1 - 1 | Belenenses           | Estadio Municipal de Braga | 15 de julio | 19:15 |
| Porto (C)          | 2 - 0 | Sporting             | Estadio do Dragão          | 15 de julio | 21:30 |

| Rio Ave              | 2 - 2 | Santa Clara        | Estádio dos Arcos            | 18 de julio | 19:00 |
| Famalicão            | 2 - 2 | Boavista           | Municipal 22 de Junio        | 18 de julio | 21:15 |
| Belenenses           | 1 - 0 | Gil Vicente        | Estadio Nacional de Portugal | 19 de julio | 19:00 |
| Vitória de Guimarães | 1 - 0 | Marítimo           | Dom Afonso Henriques         | 19 de julio | 21:15 |
| Paços de Ferreira    | 2 - 1 | Portimonense       | Estadio da Mata Real         | 20 de julio | 17:00 |
| Tondela              | 1 - 0 | Braga              | Estádio João Cardoso         | 20 de julio | 19:15 |
| Porto                | 6 - 1 | Moreirense         | Estadio do Dragão            | 20 de julio | 21:15 |
| Sporting             | 0 - 0 | Vitória de Setúbal | Estadio José Alvalade        | 21 de julio | 19:00 |
| Aves                 | 0 - 4 | Benfica            | Estádio do CD Aves           | 21 de julio | 21:15 |

| Santa Clara        | 2 - 2 | Vitória de Guimarães | Estadio de São Miguel       | 24 de julio | 19:00 |
| Gil Vicente        | 3 - 3 | Paços de Ferreira    | Estádio Cidade de Barcelos  | 24 de julio | 21:15 |
| Marítimo           | 3 - 3 | Famalicão            | Estádio do Marítimo         | 25 de julio | 19:00 |
| Boavista           | 0 - 2 | Rio Ave              | Estadio de Bessa Século XXI | 25 de julio | 19:00 |
| Benfica            | 2 - 1 | Sporting             | Estádio da Luz              | 25 de julio | 21:15 |
| Braga              | 2 - 1 | Porto                | Estadio Municipal de Braga  | 25 de julio | 21:15 |
| Portimonense       | 2 - 0 | Aves                 | Boavista                    | 26 de julio | 19:30 |
| Vitória de Setúbal | 2 - 0 | Belenenses           | Estadio do Bonfim           | 26 de julio | 19:30 |
| Moreirense         | 1 - 2 | Tondela              | Joaquim de Almeida Freitas  | 26 de julio | 19:30 |

## Estadísticas

### Goleadores
Actualizado al 26 de julio de 2020.
| Pos. | Jugador         | Club              | Goles |
| ---- | --------------- | ----------------- | ----- |
| 1    | Carlos Vinícius | Benfica           | 18    |
| 1    | Mehdi Taremi    | Rio Ave           | 18    |
| 1    | Pizzi           | Benfica           | 18    |
| 4    | Paulinho        | Sporting Braga    | 17    |
| 5    | Fábio Abreu     | Moreirense        | 13    |
| 6    | Moussa Marega   | Porto             | 12    |
| 6    | Fábio Martins   | Famalicão         | 12    |
| 6    | Ricardo Horta   | Sporting Braga    | 12    |
| 9    | Douglas Tanque  | Paços de Ferreira | 11    |
| 9    | Alex Telles     | Porto             | 11    |

### Mayores Asistentes
Actualizado al 26 de julio de 2020.
| Pos. | Jugador            | Club              | Asistencias |
| ---- | ------------------ | ----------------- | ----------- |
| 1    | Pizzi              | Benfica           | 13          |
| 2    | Jesús Corona       | Porto             | 11          |
| 3    | Otávio             | Porto             | 8           |
| 3    | Alex Telles        | Porto             | 8           |
| 5    | Bruno Tabata       | Portimonense      | 7           |
| 5    | Paulinho           | Sporting de Braga | 7           |
| 7    | Carlos Mané        | Rio Ave           | 6           |
| 7    | Lincoln            | Santa Clara       | 6           |
| 7    | Lincoln            | Santa Clara       | 6           |
| 7    | Alejandro Grimaldo | Benfica           | 6           |

### Disciplina
| Pos. | Jugador          | Club              | Amonestado |
| ---- | ---------------- | ----------------- | ---------- |
| 1    | Mohamed Diaby    | Paços de Ferreira | 13         |
| 1    | Yaw Ackah        | Boavista          | 13         |
| 3    | Gustavo Assunção | Famalicão         | 12         |
| 3    | Ricardo Esgaio   | Sporting de Braga | 12         |
| 3    | Matheus Reis     | Rio Ave           | 12         |
| 3    | Semedo           | Vitória Setúbal   | 12         |
| 7    | Show             | Belenenses        | 11         |
| 7    | Fransérgio       | Sporting de Braga | 11         |
| 7    | Carlinhos        | Vitória Setúbal   | 11         |
| 7    | Filipe Augusto   | Rio Ave           | 11         |

| Pos. | Jugador        | Club               | Expulsado |
| ---- | -------------- | ------------------ | --------- |
| 1    | Rafik Halliche | Moreirense         | 2         |
| 2    | Kibe           | Marítimo           | 1         |
| 2    | Rolando        | Sporting de Braga  | 1         |
| 2    | Messias        | Rio Ave            | 1         |
| 2    | Leandrinho     | Vitória de Setúbal | 1         |